# Содержание сельскохозяйственных животных

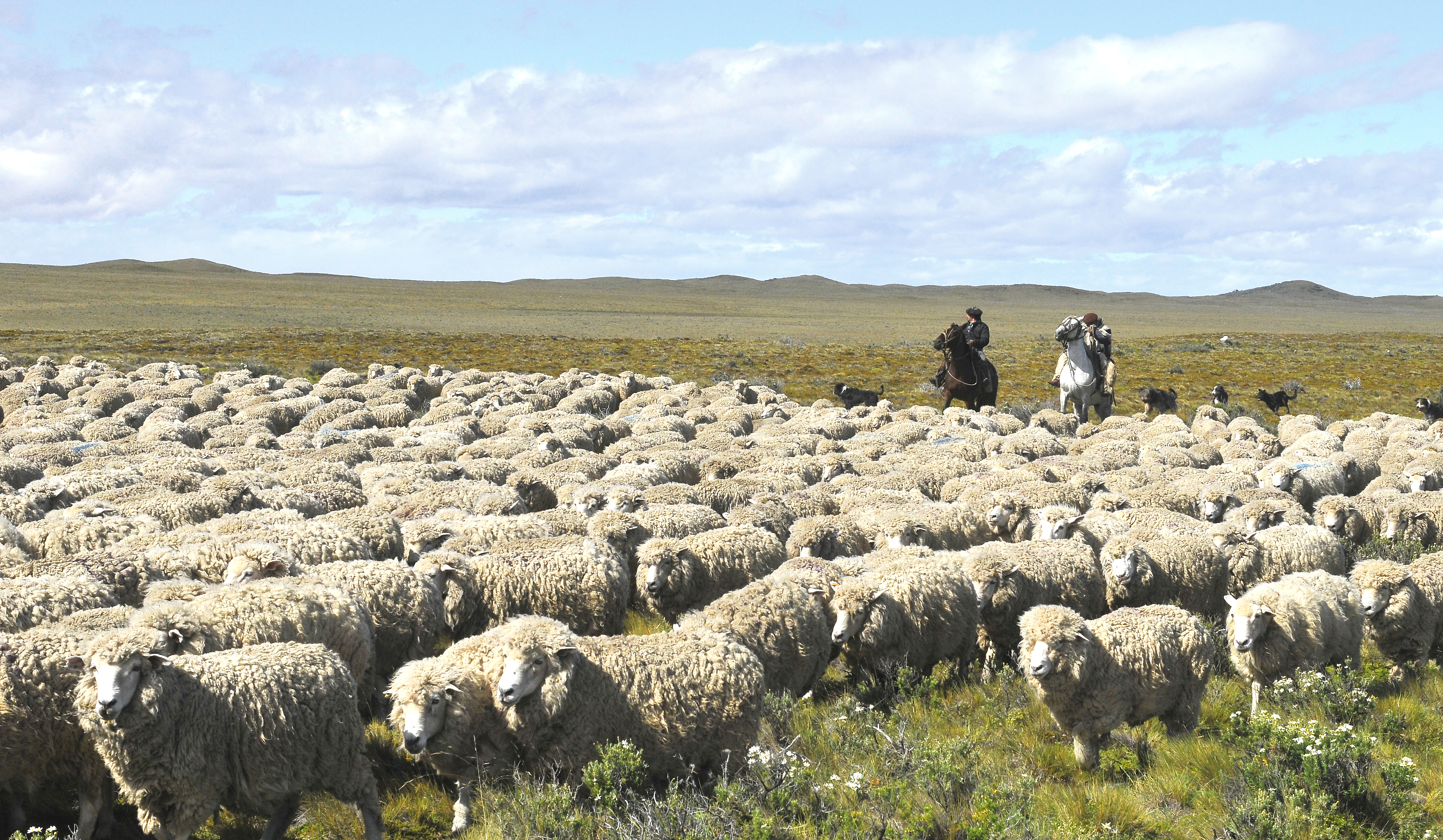
Стадо овец на пастбище вместе с пастухами и пастушьими собаками. Лагуна-Бланка, Чили

Содержа́ние сельскохозя́йственных живо́тных — совокупность мероприятий, связанных с уходом за животными, используемыми в сельском хозяйстве. Известно множество систем содержания, существенно отличающихся друг от друга.
Особенности содержания сельскохозяйственных животных являются одним из факторов, влияющих на их продуктивность. Наследственные факторы, определяющие генетическую обусловленность потенциально высокой продуктивности конкретного животного, могут проявиться только условиях благоприятного (оптимального) содержания и кормления.

## Мероприятия по содержанию животных
Наукой (разделом ветеринарии), изучающей влияние условий содержания животных на их здоровье и продуктивность, а также разработкой оптимальных санитарно-гигиенических режимов содержания, является зоогигиена, в связи с чем мероприятия, связанные с содержанием животных, могут быть разделены на мероприятия по их размещению, кормлению, а также на мероприятия по соблюдению научно обоснованных зоогигиенических норм содержания. Эти нормы включают создание определённого микроклимата помещения (различного для разных групп животных в зависимости от их биологического вида, возраста и направления продуктивности), предоставление животным соответствующих (обладающих определёнными гигиеническими свойствами) подстилочных материалов, проведение регулярной уборки помещений (в том числе удаление, хранение и обеззараживание навоза), обеспечение прогулок животных, контроль (санитарная оценка) качества воды и кормов для животных. Особое внимание уделяется обоспечению гигиены содержания беременных животных и молодняка.

## Системы содержания сельскохозяйственных животных
Применяемые системы содержания сельскохозяйственных животных существенным образом отличаются друг от друга и зависят от таких факторов, как уровень интенсификации животноводства в конкретном хозяйстве, природные и экономические особенности региона.

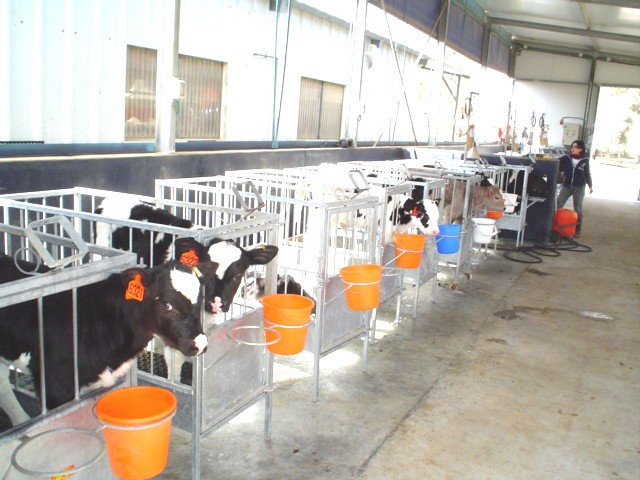
Телята в стойлах. Ревивим, Израиль

Пастбищное содержание подразумевает круглогодичное получение корма животными на пастбищах. Используется в основном для содержания жвачных животных; хорошую продуктивность при таком способе содержания показывают овцы, а также верблюды, домашние лошади, домашние олени, яки. Система интенсивного пастбищного содержания подразумевает использование (полное или частичное) культурных пастбищ, система экстенсивного пастбищного содержания — только природных. Разновидностью системы экстенсивного содержания является содержание животных на сезонных пастбищах (называемое также отгонно-пастбищным содержанием), при котором скот в течение почти всего года обеспечивается относительно недорогими пастбищными кормами путём использования сезонных кормовых угодий: с зимних пастбищ животных перегоняют на весенне-летние, затем на осенние пастбища. Применяется в России (Сибирь, пустыни, полупустыни и степи Прикаспия, Поволжья и Сибири, в тундрах Крайнего Севера), Австралии, Монголии, Аргентине, Новой Зеландии и других странах. Такая система содержания наиболее широко применяется в тех регионах, где имеется возможность перегонов животных между высотными поясами, отличающихся периодами вегетации (к примеру, в Средней Азии, на Северном Кавказе и в Закавказье). Система организации животноводства, в основе которой лежит содержание животных на сезонных пастбищах, называется отгонным животноводством.
Стойлово-пастбищное содержание подразумевает содержание животных в зимний период в помещениях, а теплое время года — на пастбищах. Такая система обычно применяется в регионах с умеренным климатом, не обладающих в достаточной степени природными пастбищами. Используется в основном для содержания крупного рогатого скота, овец, домашних оленей и лошадей.
Стойлово-лагерное содержание подразумевает содержание животных в зимний период в помещениях, а теплое время года — в лагерях, в которых активно используются зелёные корма в скошенном виде. Такая система обычно применяется в регионах, в которых мало или нет природных пастбищ. Используется в основном для содержания крупного рогатого скота и свиней.
Вольерное содержание подразумевает содержание мелких сельскохозяйственных животных (особенно домашних птиц) в вольерах — помещениях (клетках, домиках) с открытым фасадом и специальной площадкой для выгула. Используется для всех видов птиц в регионах с тёплым климатом.

### Содержание животных в помещениях
Стойловое содержание подразумевает содержание животных в помещениях либо на специальных оборудованных площадках в течение всего года. Такая система обычно применяется на крупных животноводческих фермах и комплексах. Содержание животных в помещениях может существенно отличаться относительно способа навозоудаления. Современная технология навозоудаления обычно заключается в проводимой на постоянной основе транспортировке навоза в места временного хранения навоза (навозосборник), затем — в мобильные транспортные средства, с помощью которых навоз доставляется в навозохранилище — специальное сооружение для его хранения. При другом способе, известном как содержание животных на глубокой подстилке, слой навоза, перемешиваясь с подстилочным материалом, увеличивается в стойлах в течение длительного периода, а его удаление происходит лишь один или два раза в год.
Клеточное содержание подразумевает содержание животных в клетках, которые могут одно- и многоярусными. Используется в птицеводстве для содержания кур яичного и мясного направлений, а также в кролиководстве.
Напольное содержание подразумевает содержание животных (особенно домашних птиц) в помещениях на специальных полах (сетчатых или планчатых) либо на глубокой подстилке. Используется для содержания кур (в том числе селекционных), а также индеек, уток и гусей.